# Balkan-pact
Het Balkanpact, of Balkan Entente, was een verdrag ondertekend door Griekenland, Roemenië, Turkije en Joegoslavië op 9 februari 1934 in Athene, gericht op het handhaven van de geopolitieke status quo in de regio na het einde van de Eerste Wereldoorlog. Om een verenigd front te vormen tegen Bulgaarse plannen op hun grondgebied, kwamen de ondertekenaars overeen om alle betwiste territoriale aanspraken op elkaar en hun directe buren op te schorten na de nasleep van de oorlog en een toename van verschillende regionale irredentistische spanningen.
Andere naties in de regio die betrokken waren geweest bij verwante diplomatie weigerden het document te ondertekenen, waaronder Italië, Albanië, Bulgarije, Hongarije en de Sovjet-Unie. Het pact werd van kracht op de dag dat het werd ondertekend en werd op 1 oktober 1934 geregistreerd bij de Volkenbond.
Het Balkanpact hielp de vrede tussen de ondertekenende naties te verzekeren, maar slaagde er niet in regionale intriges te beëindigen. Hoewel het pact tegen Bulgarije was opgesteld, ondertekenden de leden op 31 juli 1938 de Salonika-overeenkomst met Bulgarije, die de clausules van het Verdrag van Neuilly-sur-Seine en het Verdrag van Lausanne introk die gedemilitariseerde zones aan de Bulgaarse grens met Griekenland en Turkije hadden verplicht gesteld, waardoor Bulgarije zich kon herbewapenen.
Met het Verdrag van Craiova uit 1940, ondertekend door Roemenië onder druk van nazi-Duitsland, en na de As-invasies van Joegoslavië en Griekenland in 1941, hield het pact feitelijk op te bestaan. Turkije bleef als enige ondertekenaar over die elk conflict tijdens de Tweede Wereldoorlog had vermeden, zelfs na toetreding tot de Geallieerden in 1945.